# Хорохоріна Наталя Миколаївна
Наталя Миколаївна Хорохоріна (рос. Наталья Николаевна Хорохорина; нар. 5 травня 1954, Московський, РРСФР, СРСР) — радянська і російська акторка театру і кіно. Заслужена артистка Російської Федерації (2004).

## Життєпис
Народилася 5 травня 1954 в місті Московський, Московської області.
У 1976 році закінчила Щукінське училище. Працювала акторкою у театрах «Московська камерна трупа», «Ковчег» та «Сфера».

## Фільмографія
- 2013 — Я буду чекати тебе завжди — Поліна, мати Анатолій
- 2010 — Наша Russia. Яйця долі — мати Лариси
- 2009-2014 — Вороніни — тітка Аня
- 2009 — Галина — Вікторія, донька Галини Брежнєвої
- 2008 — Життя, якого не було — мати Наталі[2]
- 2001 — Далекобійники — дружина дільничного
- 2000 — ДМБ (фільм) — мати Писи
- 1996 — Любити по-російськи-2 — секретарка губернатора
- 1994-1998 — Петербурзькі таємниці — різні ролі
- 1989 — Вхід до лабіринту — Катерина Пачкаліна
- 1989 — Двоє на голій землі — господиня будинку
- 1989 — Не зійшлися характерами — вдячна клієнтка
- 1988 — Артистка з Грибова — Євгенія Іванівна, секретарка
- 1988 — Двоє і одна — Рита, сусідка Корякіна по гуртожитку
- 1988 — Нехай я помру, господи… — епізодична роль
- 1986 — Очі чорні — пані з почту (немає у титрах)
- 1986 — Всього один поворот — Маша
- 1984 — Невідомий солдат — Клавдія Іванцова
- 1984 — Любочка — Варвара, нянечка в дитячому садку, мати Федьки
- 1983 — Білі Роси — Віра Матруніна, поштарка[3]
- 1982 — Купальська ніч — Катерина
- 1982 — Казки… казки… казки старого Арбату — епізодична роль
- 1982 — Сонячний вітер — Єлизавета Миколаївна, вчителька
- 1981 — Циганське щастя — Клава, пташник
- 1981 — 34-й швидкий — Віра, буфетниця
- 1980 — Вторгнення — Шура
- 1979 — Пірати XX століття — буфетниця
- 1979 — Батько і син — Ганна
- 1978 — Безквиткова пасажирка — Олена Гущина
- 1977 — Вусатий нянь — мати «Бармалейчика»
- 1977 — Шкільний вальс — працівниця на будівництві (немає у титрах)